# اجیستو اولیویری
اِجیستو اولیویری (ایتالیایی: Egisto Olivieri؛ ‏ ۲۱ مارس ۱۸۸۰ – ۴ مارس ۱۹۶۲) بازیگر اهل ایتالیا بود.
از فیلم‌هایی که وی در آن نقش داشته‌است، می‌توان به فابیولا، معجزه در میلان، دبران، رستاخیز، داستان عشق و اتصال کوتاه اشاره کرد.